# Бородіно (Вікуловський район)
Бородіно́ (рос. Бородино) — село у складі Вікуловського району Тюменської області, Росія.
Населення — 137 осіб (2010, 194 у 2002).
Національний склад станом на 2002 рік:
- росіяни — 97 %